# 長谷部勇一
長谷部 勇一（はせべ ゆういち、1954年 - ）は日本の経済学者。専門は比較経済システム、産業連関分析、経済統計で、東アジア経済や神奈川地域産業の分析を研究テーマとする。第15代横浜国立大学学長。元環太平洋産業連関分析学会会長・神奈川大学非常勤講師。現在、一橋大学監事。

## 人物・経歴
東京都北区豊島の商店街寝具店の家に生まれる。子供のころ、家の前に映画館があったため、巨大怪獣と若大将シリーズが大好きでゴジラや加山雄三の映画の追っかけを始める。東京都立竹早高等学校を経て、1978年一橋大学経済学部卒業。中村政則の日本経済史の講義などを受講した。1981年一橋大学大学院経済学研究科修士課程修了、経済学修士。1984年同博士課程単位取得退学。大学院では関恒義教授や横浜国立大学出身の久保庭眞彰教授の指導を受け、数学が得意だったため、マイクロコンピュータを使った経済分析の研究などを行った。単位取得論文は「社会主義経済における最適成長政策に関する一考察」。
1984年横浜国立大学経済学部助教授。カリフォルニア大学バークレー校客員研究員（文部省在外研究員）や、経済企画庁経済研究所客員研究官を経て、1996年横浜国立大学経済学部教授。2004年経済学部長、日本学生支援機構奨学事業協議会委員。2011年横浜国立大学大学院国際社会科学研究科長。2013年横浜国立大学情報基盤センター長。2015年横浜国立大学学長。2021年横浜国立大学名誉教授。
この間、2010年から2012年まで環太平洋産業連関分析学会副会長、2011年から2014年まで中華人民共和国投入産出学会顧問、2012年から2014年まで環太平洋産業連関分析学会会長。2019年横浜イノベーション研究会副会長。2022年一橋大学理事。2024年一橋大学監事。ほかに、神奈川県ユニセフ協会会長、一般財団法人富丘会評議員、公益財団法人大学基準協会評議員、一般社団法人神奈川政経懇談会理事、神奈川県立保健福祉大学評価委員会委員長を歴任した
。

## 著書

### 共著
- 『マイコンによる経済学』（久保庭眞彰編著、田畑理一・田畑伸一郎と共著） 青木書店 1983年
- 『社会科学のためのマイコン入門』（久保庭眞彰編著、田畑伸一郎と共著）青木書店 1985年
- 『コンピュータ経済学』（久保庭眞彰編著、有田富美子・松江由美子・良永康平と共著）東洋経済新報社 1989年
- 『現代の経済政策』（田代洋一・萩原伸次郎・金澤史男編著、井手英策ほか多数と共著）有斐閣 1996年